# Velours d'Utrecht
Le velours d'Utrecht est un tissu d'ameublement composé de coton, lin et mohair. Il fut fabriqué à Utrecht (Pays-Bas) à partir de la fin du XVIIe siècle.

## Historique
Après la révocation de l'édit de Nantes par l'édit de Fontainebleau en 1685, les  fabricants huguenots durent quitter la France pour garder leur religion. Nombre d'entre eux, dont certains originaires d'Amiens s'installèrent à Utrecht dans les Provinces-Unies. La qualité de leur production établit la renommée du velours d'ameublement qui prit le nom de « velours d'Utrecht ».
En 1765, en France, une manufacture amiénoise, Morgan et Delahaye, se lança dans la fabrication du velours de coton pour les vêtements et du « velours d'Utrecht » pour l'ameublement. Elle connut un tel succès qu'elle domina la production industrielle de la ville d'Amiens pendant deux siècles.

## Caractéristiques
- Le velours de coton, d'origine anglaise, est un velours à côtes.

- Le velours d'Utrecht est un velours d'ameublement fait de coton, de lin et de mohair. C'est le mohair, poil de chèvre d'Arménie qui fait l'originalité du tissu. La production de « velours d'Utrecht » fit la renommée de la ville d'Amiens du XVIIIe au XXe siècle.